# Trem das nuvens

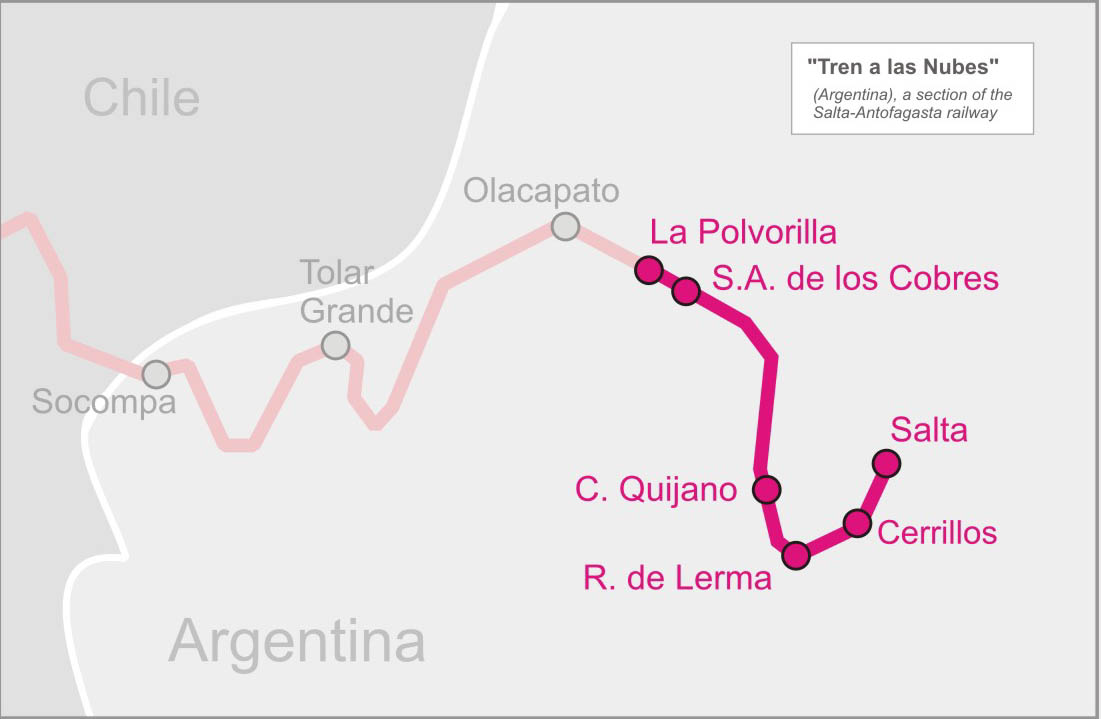
Mapa.

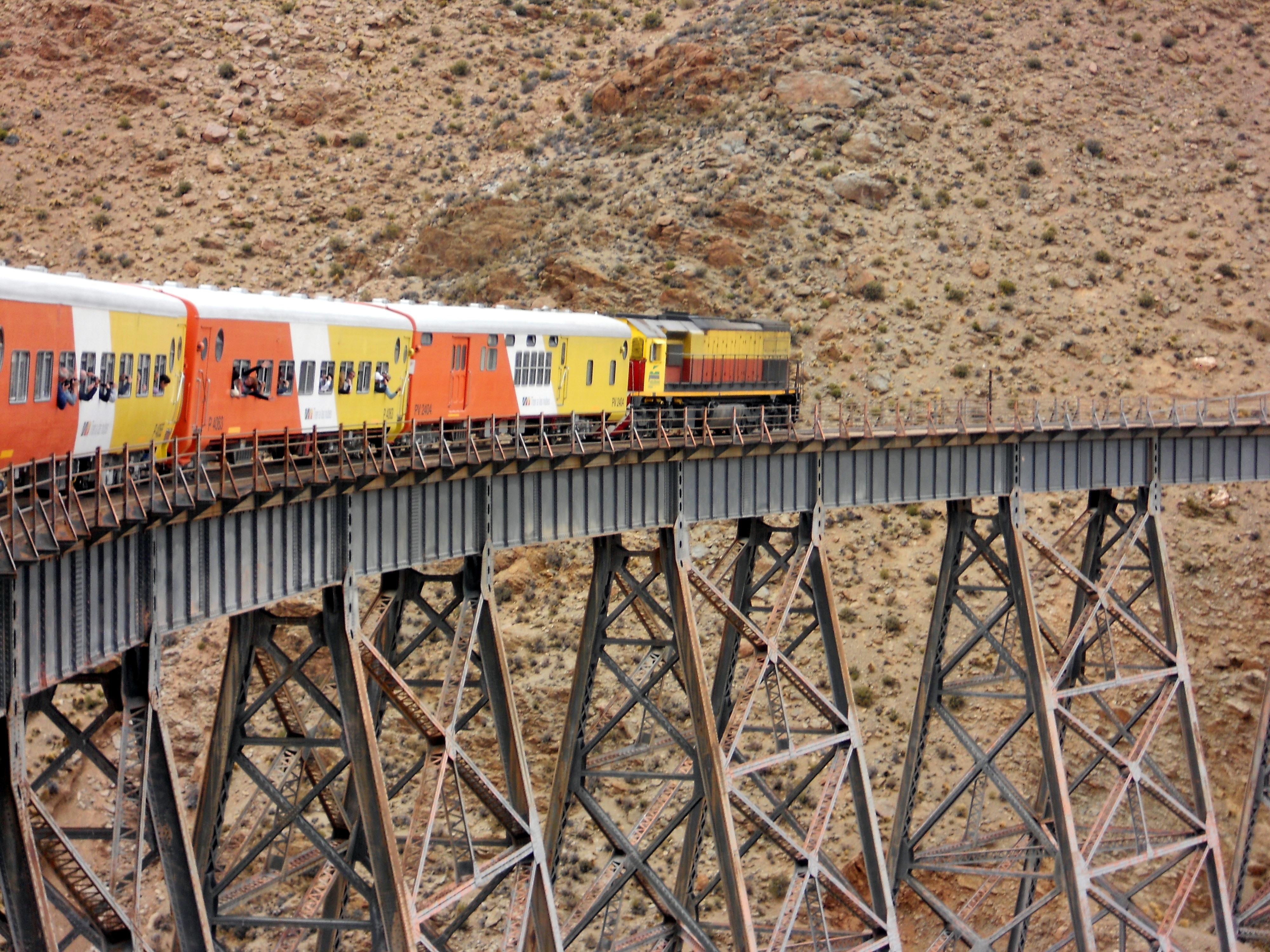
Viaduto La Polvorilla·

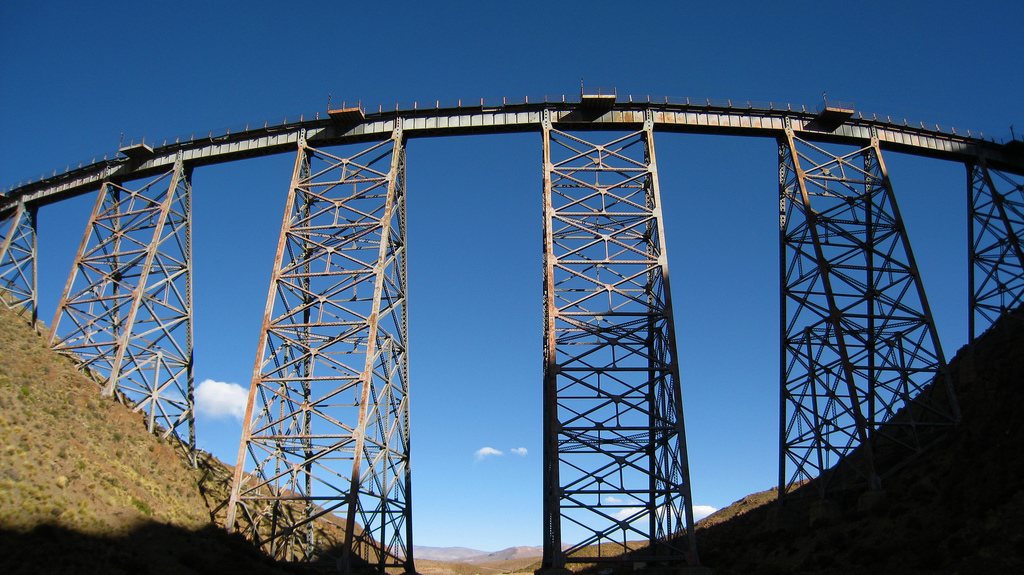
Armações de uma das pontes·

A linha (ou ramal) C-14 da Ferrocarril General Manuel Belgrano, conhecido popularmente como Tren de las Nubes (em português, trem das nuvens), é uma ramificação da linha ferroviária da ferrovias argentinas que une as estações de Salta com a de La Polvorilla, sobre a Cordilheira dos Andes, em alguns trechos, a mais de 4 200 metro de altitude.

## História

### Ramal C-14
A origem da linha se remonta pelos estudos realizados pelos engenheiros Abd El Kader, no ano de 1889, onde suas conclusões foram arquivadas pelos órgãos técnicos da época por vários anos.
A primeira lei nacional pronunciada referente a construção de trens esta sob o número 4.683, publicada em 18 de setembro de 1905. Esta lei vigorava sobre os estudos para desenvolver uma ferrovia.
Em seguida, foi criada a lei 4.813 que autorizou o poder executivo nacional da Argentina a construir a primeira trama da ferrovia entre as localidade de Cerrillos e Rosario de Lerma.
Em 1906, novos estudos, desta vez a cargo dos engenheiros José Rauch e Emilio Candini, levantaram a possibilidades para elevar a ferrovia para Puna: uma linha pela Quebrada de Humahuaca, e outra pela Quebrada del Toro.
Outros engenheiros que estudaram a Quebrada del Toro, foram os engenheiros Schneidwin, que concluiu seus estudos desaconselhando esta extensão e apoiando a de Humahuaca. Também realizaram estudos os engenheiros Carlos Cassaffousth, que aconselhou pela Quebrada del Toro, devido o que assegurava que "deve-se usar cremalheiras para vencer a forte inclinação".

## Estações do trecho
Estações e suas respectivas altitudes, em metros, em relação ao nível do mar:

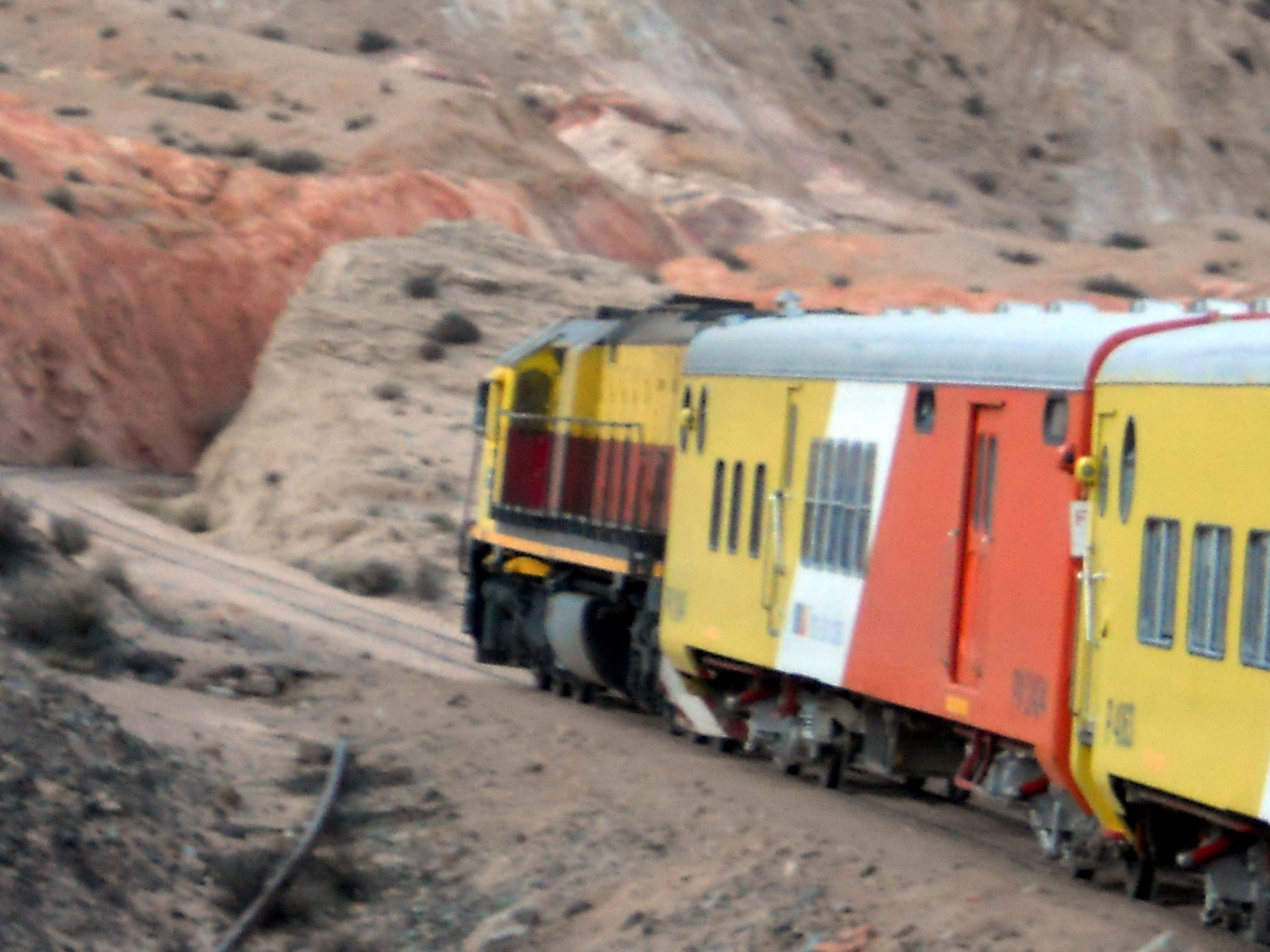
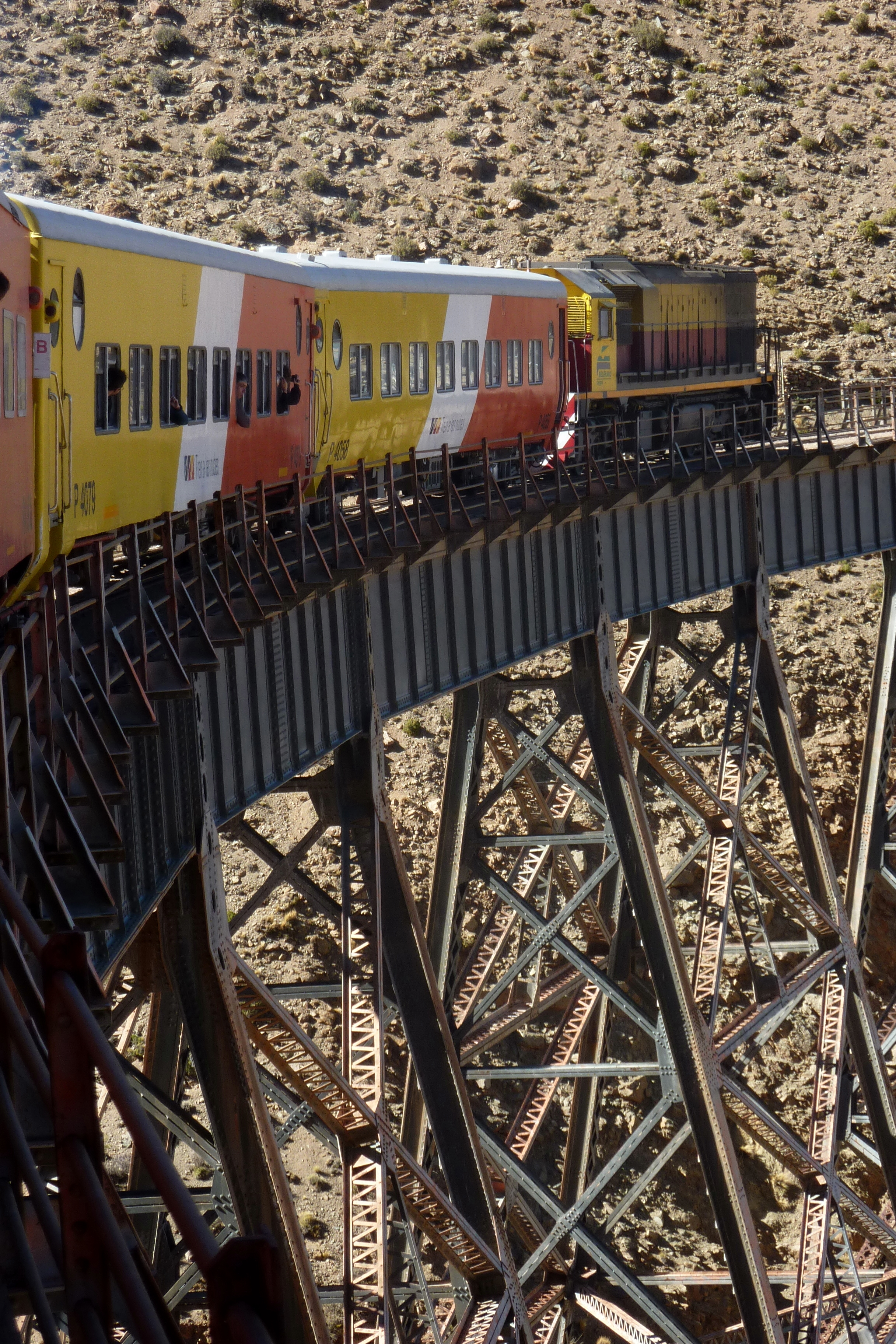
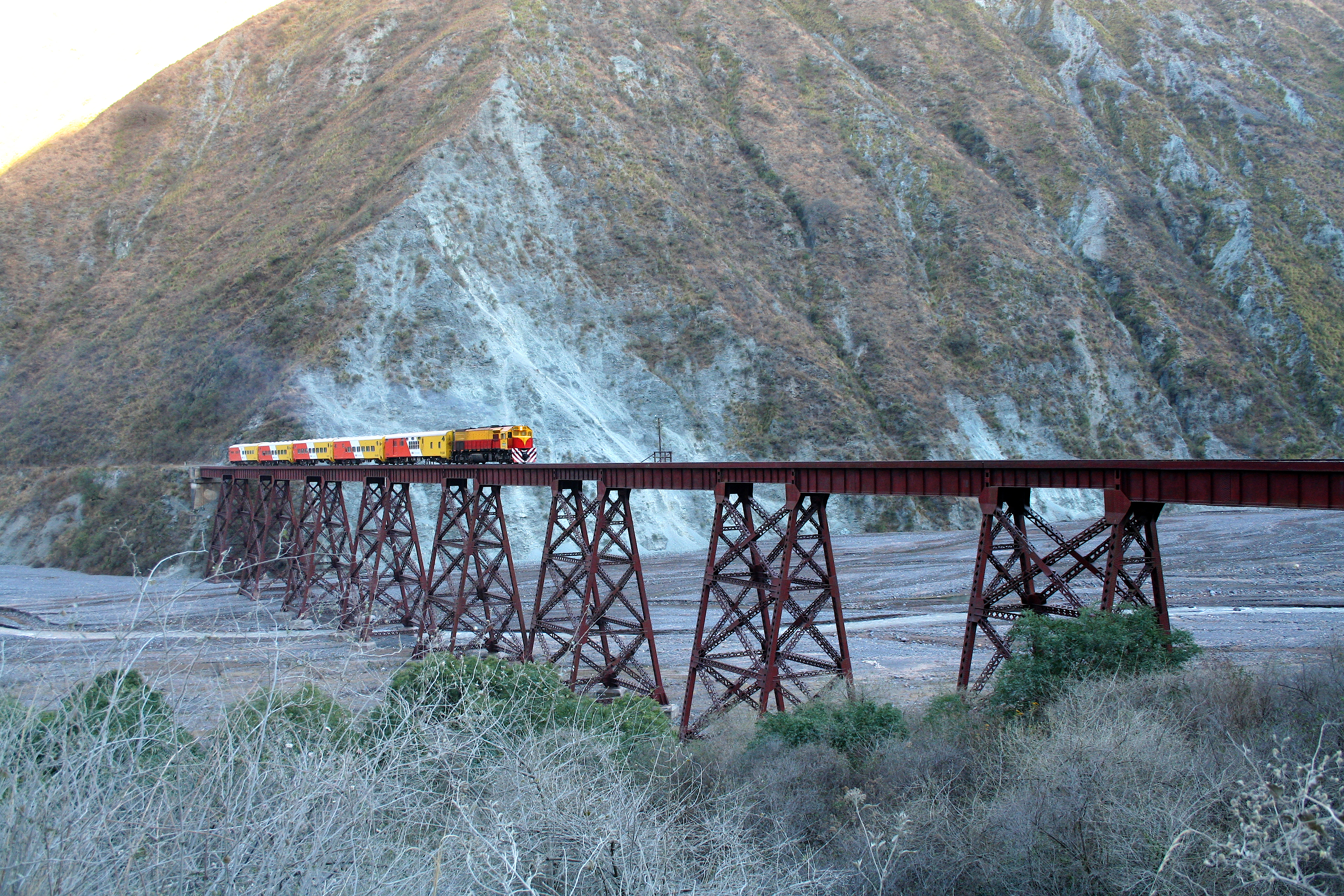

- Salta - 1.187
- Alvarado - 1.207
- Cerrillos - 1.260
- Rosario de Lerma - 1.332
- Campo Quijano - 1.520
- V. Toledo - 1.587
- El Alisal - 1.806
- Chorrillos - 2.111
- Ingeniero Maury - 2.358
- Gobernador Solá - 2.550
- Puerta Tastil - 2.675
- Tacuara - 3.036
- Meseta - 2.844
- Diego de Almagro - 3.503
- Incahuasi - 3.553
- Cachinal - 3.739
- Muñano - 3.952
- Los Patos - 3.842
- San Antonio de los Cobres - 3.774
- Mina Concordia - 4.144
- La Polvorilla - 4.220